# Болленбах
Болленбах (нем. Bollenbach) — община в Германии, в земле Рейнланд-Пфальц.
Входит в состав района Биркенфельд. Подчиняется управлению Раунен. Население составляет 149 человек (на 31 декабря 2010 года). Занимает площадь 3,77 км².